# Porpacithemis dubia
Porpacithemis dubia är en trollsländeart som beskrevs av Fraser 1954. Porpacithemis dubia ingår i släktet Porpacithemis och familjen segeltrollsländor. Inga underarter finns listade i Catalogue of Life.